# Xylopia bocatorena
Xylopia bocatorena este o specie de plante angiosperme din genul Xylopia, familia Annonaceae, descrisă de Robert Walter Schery. Conform Catalogue of Life specia Xylopia bocatorena nu are subspecii cunoscute.